# Terremoto de Trujillo de 1725
El terremoto de Trujillo de 1725 fue un sismo registrado el 6 de enero de 1725, que causó serios daños en la ciudad de Trujillo, entonces parte del Virreinato del Perú, afectando además a toda la costa norte y central del actual Perú. Donde causó más víctimas fue en el pueblo de Áncash, entre Yungay y Caraz, debido al desprendimiento de una laguna glaciar que arrasó a dicho pueblo causando la muerte de unas 1500 personas.

## El sismo
El sismo se produjo cerca de la medianoche del 6 de enero de 1725 y al parecer su dirección era de norte a sur.  Se dice que tuvo una duración prolongada, equivalente al del rezo de dos credos.

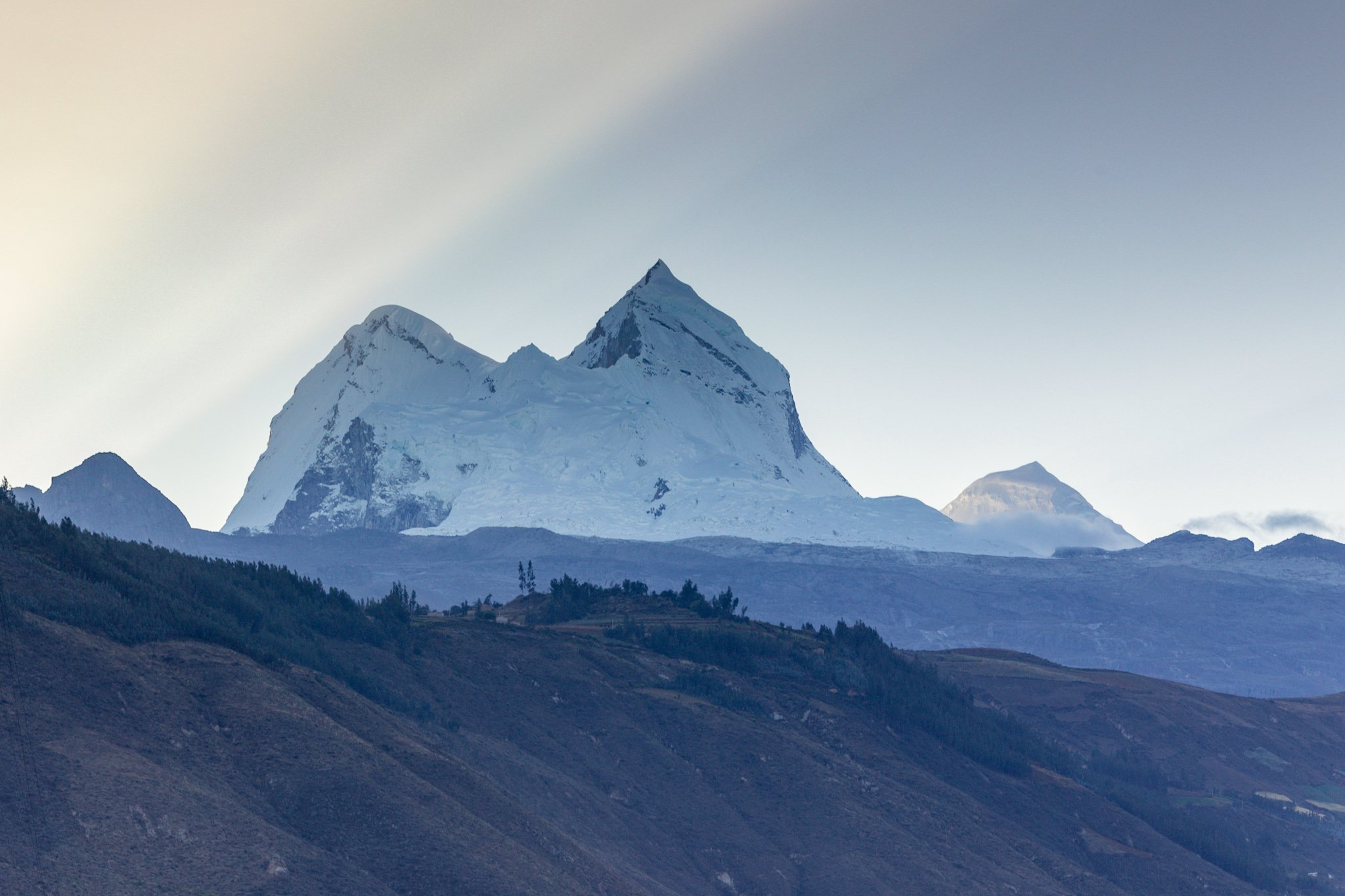
Nevado Huandoy, de la Cordillera Blanca, vista desde la localidad de Caraz..

En el Nevado Huandoy de la Cordillera Blanca provocó la rotura de una laguna glaciar, la cual se desbordó y arrasó al pueblo de Áncash, situado en una quebrada a medio camino entre Yungay y Caraz. Falleció prácticamente la totalidad de su población, unas 1500 personas, quedando todo el sitio cubierto por el alud. Esto lo hace un evento de características similares al terremoto de Áncash de 1970.
El terremoto ocasionó también una destrucción masiva en Barranca y Huaraz; esta última era entonces la capital de la provincia de Huaylas. En Lima se sintió muy fuerte y generó algunos daños, lo mismo que en Piura. Gobernaba entonces en el Perú el virrey José de Armendáriz, Marqués de Castelfuerte.